# Iglesia de San Millán de la Cogolla (Orihuela del Tremedal)
La Iglesia de San Millán de la Cogolla es la iglesia principal de Orihuela del Tremedal.

## Historia
Fue construida a finales del  siglo XVII, por José Martin de Aldehuela.

## Descripción
De estilo barroco, su planta es basilical, y está compuesta por tres naves, separadas por pilares cruciformes acanalados en sus frentes y rematados por capiteles corintios en la cara que mira al interior de la nave y jónicos en las restantes. En cuanto a la torre, cuenta con 3 campanas litúrgicas y 2 que sirven para tocar las horas del reloj